# Kendrick (Oklahoma)
Kendrick és un poble dels Estats Units a l'estat d'Oklahoma. Segons el cens del 2000 tenia 138 habitants.

## Demografia
Segons el cens del 2000, Kendrick tenia 138 habitants, 52 habitatges, i 39 famílies. La densitat de població era de 380,6 habitants per km².
Dels 52 habitatges en un 28,8% hi vivien nens de menys de 18 anys, en un 59,6% hi vivien parelles casades, en un 13,5% dones solteres, i en un 25% no eren unitats familiars. En el 23,1% dels habitatges hi vivien persones soles el 5,8% de les quals corresponia a persones de 65 anys o més que vivien soles. El nombre mitjà de persones vivint en cada habitatge era de 2,65 i el nombre mitjà de persones que vivien en cada família era de 3,15.
Per edats la població es repartia de la següent manera: un 26,1% tenia menys de 18 anys, un 10,9% entre 18 i 24, un 23,9% entre 25 i 44, un 28,3% de 45 a 60 i un 10,9% 65 anys o més.
L'edat mediana era de 36 anys. Per cada 100 dones de 18 o més anys hi havia 75,9 homes.
La renda mediana per habitatge era de 21.000 $ i la renda mediana per família de 26.667 $. Els homes tenien una renda mediana de 17.000 $ mentre que les dones 13.750 $. La renda per capita de la població era de 10.662 $. Entorn del 14,7% de les famílies i el 21% de la població estaven per davall del llindar de pobresa.

## Poblacions més properes
El següent diagrama mostra les poblacions més properes.